# Michel Kelber
Michel Kelber (* 9. April 1908 in Kiew, Ukraine; † 23. Oktober 1996 in Boulogne-Billancourt) war ein ukrainisch-französischer Kameramann.

## Leben
Michel Kelber kam im Jahre 1912 erstmals nach Frankreich, kehrte aber 1914 für die Sommerferien von Paris nach Russland zurück, wo die Familie vom Ausbruch des Ersten Weltkriegs überrascht wurde. Erst 1919 konnte Kelber mit seinen Eltern das Land wieder verlassen. Zurück in Paris, studierte er an der École des Beaux-Arts Kunst und Architektur, ehe er 1928 als Kameraassistent von Boris Kaufman zum Film stieß.
Dort arbeitete Kelber anfänglich an Avantgarde-Filmen, später unter der Anleitung von Harry Stradling. Ab 1932 fotografierte Michel Kelber selbständig einige Kurzfilme unter der Regie von Claude Autant-Lara, seinem langjährigen Wegbegleiter. 1933 drehte er seinen ersten abendfüllenden Spielfilm als Chefkameramann: Kurt Gerrons Incognito. Im letzten Vorkriegsjahrzehnt arbeitete Kelber mit zahlreichen profilierten Unterhaltungsfilmregisseuren, darunter Marc Allégret (Zouzou), Kurt Bernhardt (L’or dans la rue), Marcel L’Herbier (Unter falschem Verdacht), Julien Duvivier (Spiel der Erinnerung), G. W. Pabst (Jeunes filles en détresse und Die weiße Sklavin), Robert Siodmak (Mädchenhändler) und erneut Autant-Lara (L’affaire du courrier de Lyon), für den er nach dem Krieg zwei der wichtigsten Filme in beider Karrieren (Teufel im Leib und Rot und Schwarz) fotografieren sollte. Während der Dreharbeiten zu Air pur brach der Zweite Weltkrieg aus, und nahezu das gesamte Filmteam wurde zu den Waffen gerufen.
Nach der Besetzung Frankreichs hielt sich Kelber (abgesehen von einigen Besuchen in Frankreich) primär in der Schweiz auf, wo er mit Max Ophüls L’école des femmes und mit Jacques Feyder Eine Frau verschwindet drehte. 1942 folgte Kelber einem Ruf der spanischen Filmindustrie und übersiedelte von seinem Wohnort Juan-les-Pins im bis dahin unbesetzten Vichy-Frankreich für fast vier Jahre nach Madrid. Seine dortigen filmischen Leistungen waren jedoch künstlerisch nur wenig anspruchsvoll.
Zurück in Paris, war Kelber kurz nach Kriegsende an einigen wenigen, künstlerisch hochklassigen Produktionen beteiligt wie Jean Cocteaus Die schrecklichen Eltern und der weitestgehend von Cocteau beeinflusste, artifiziell und surreal angelegte Film Ruy Blas, der Geliebte der Königin sowie René Clairs Der Pakt mit dem Teufel. Anschließend, seit Mitte der 50er Jahre, fotografierte Kelber vor allem in prachtvoller Farbgebung und kostbarer Ausstattung verharrende A-Unterhaltung wie French Can Can, sein wohl bester Farbfilm, Der Glöckner von Notre Dame, Bitter war der Sieg und Beherrscher der Meere. Dem gegenüber stehen aber auch zahlreiche von Kelber fotografierte Durchschnittsfilme: routiniert gedrehte Massenware wie mehrere Eddie-Constantine-Agentenkrimis.
Gelegentlich hatte Kelber für in Frankreich entstandene US-Produktionen gearbeitet, kehrte aber auch für spanische Filme (wie Juan Antonio Bardems Filmklassiker Hauptstraße) nach Madrid zurück. In späteren Jahren drehte Michel Kelber für das Fernsehen, darunter der deutsch-französisch-kanadische Mehrteiler Das Geheimnis der weißen Masken.
In rund einem halben Jahrhundert regelmäßiger Filmtätigkeit versammelte sich vor Michel Kelbers Kamera ein beeindruckender Querschnitt des Welt-Entertainments, darunter Bette Davis, Jean Gabin, Gérard Philipe, Anthony Quinn, Romy Schneider, Nadja Tiller, Danielle Darrieux, Gina Lollobrigida, Olivia de Havilland, Curd Jürgens, Raf Vallone, Jean Seberg, Gert Fröbe, Hildegard Knef, Jeanne Moreau, Hardy Krüger, Horst Buchholz, Adolphe Menjou und zu guter Letzt Elvis Presley.

## Filmografie
- 1933: Monsieur Cordon (Kurzfilm)
- 1933: Incognito
- 1934: Zouzou
- 1934: L’or dans la rue
- 1935: Die schönen Tage (Les beaux jours)
- 1935: Unter falschem Verdacht (La route impériale)
- 1936: Unruhe im Mädchenpensionat (Le mioche)
- 1936: Sous les yeux d’occident
- 1937: Der Dickschädel (Gribouille)
- 1937: Spiel der Erinnerung (Un carnet de bal)
- 1937: L’affaire du courrier de Lyon
- 1937: Rasputin – Der Dämon des Zaren (La tragédie impériale)
- 1938: Le Ruisseau
- 1938: Die Zehnte soll es sein (Accord final)
- 1939: Die weiße Sklavin (L’esclave blanche)
- 1939: Jeunes filles en détresse
- 1939: Mädchenhändler (Pièges)
- 1941: L’école des femmes (unvollendet)
- 1942: Eine Frau verschwindet (Une femme disparait)
- 1942: Goyescas
- 1943: El escandolo
- 1943: Intriga
- 1944: Lola Montes
- 1945: Bambú
- 1945: Souka
- 1946: Freibeuter der Liebe (Pétrus)
- 1947: Stürmische Jugend (Le diable au corps)
- 1947: Eifersucht (Bagarres)
- 1947: Ruy Blas, der Geliebte der Königin (Ruy Blas)
- 1948: Die schrecklichen Eltern (Les parents terribles)
- 1950: Der Pakt mit dem Teufel (La beauté du diable)
- 1950: L’amant de paille
- 1951: Das Wunder von Fatima (La señora di Fátima)
- 1952: Wir brauchen einen Mann (Le Désir et l’Amour)
- 1953: Die Liebenden von Toledo (Les amants de Tolède)
- 1953: Die letzte Etappe (Le grand jeu)
- 1953: Das Fleisch und der Teufel (La chair et le diable)
- 1954: Eine Frau erobert die Welt (La belle Otéro)
- 1954: Rot und Schwarz (Le Rouge et le noir)
- 1954: French Can Can
- 1955: Die Lumpen fahren zur Hölle (Les salauds vont en enfer)
- 1955: Die große und die kleine Welt (The Ambassador’s Daughter)
- 1956: Hauptstraße (Calle Mayor)
- 1956: Der Glöckner von Notre Dame (Notre Dame de Paris)
- 1956: Bonsoir Paris (Bonsoir Paris, bonjour l’amour)
- 1957: Bitter war der Sieg (Amère victoire)
- 1957: Immer wenn das Licht ausging (Pot-Bouille)
- 1958: Beherrscher der Meere (John Paul Jones)
- 1959: Katja, die ungekrönte Kaiserin (Katia)
- 1960: Café Europa (GI Blues)
- 1960: Bomben auf Monte Carlo
- 1960: Junge, mach dein Testament (Chien de pique)
- 1961: Affäre Nina B. (L’affaire Nina B.)
- 1961: Eddie und die scharfen Kurven (Une grosse tête)
- 1961: Blick von der Brücke (Vu du pont)
- 1962: Lulu
- 1962: Plaisirs d’amour (In the French Style)
- 1962: Gib Zunder, Eddie (L’empire de la nuit)
- 1962: Eddie – Miezen und Moneten (La tela de araña)
- 1963: El escandolo
- 1963: Rogelia
- 1964: 100 Millionen im Eimer (Cent briques et des tuiles)
- 1964: Mata Hari, Agent H. 21
- 1965: Tagebuch einer Frauenärztin (Journal d’une femme en blanc)
- 1966: Und die Frau erschuf die Liebe (Et la femme créa l’amour)
- 1966: Jonny Banco – Geliebter Taugenichts (Johnny Banco)
- 1967: La permission
- 1967: Le Franciscain de Bourges
- 1968: Phèdre
- 1969: Les patates
- 1971: Aminata
- 1972: Le banquet
- 1975: Die Öl-Piraten (Docteur Justice)[1]
- 1978: Fidelio
- 1982: Ist ein Franzose im Raum? (Y a-t-il un français dans la salle?)
- 1993: Kokkino triantafyllo sou ekopsa